# Gigapan
GigiPan是一個由卡內基梅隆大學和NASA Ames合作，並由Google支援的計畫。他的目標是促進單一圖像的巨大組合圖，以及使圖像在網頁有效的儲存、瀏覽和縮放。

## 技術
商業上應用於超高解析度的全景成像儀。裝置會引導使用者設定全景圖像，且自動化並精確的分割一張景像成為網格狀的數張圖形。在網路上觀看這種圖形時，是將一張張網格化的小圖下載後並組合成一張完整的超高解析度圖形。
這個網站 （页面存档备份，存于）提供超高解析度的影像上傳服務，並且允許使用者評論和分享這些影像，或是做引用至其他網站。這個網站利用一種圖像金字塔的技術，讓使用者可以自由的調整解析度，甚至可以用原始的超高解析度檢視完整的圖片。
Gigapan系統已公開發售。也有許多網友在網誌上提供自製類似裝置的方法。

## 外部連結
- http://www.gigapan.org （页面存档备份，存于）
- http://www.gigapansystems.com/ （页面存档备份，存于）
- https://web.archive.org/web/20110129074238/http://www.gigapanner.com/
- http://www.cs.cmu.edu/~globalconn/gigapan.html （页面存档备份，存于）
- http://howtogigapan.blogspot.com/ （页面存档备份，存于）

### Demo及影片
- Brasilia's Panoramas by Adonai Rocha 2009-12-30
- Panoramic view of Yankee Stadium （页面存档备份，存于） 2008-07-04
- Baby Steps Towards Community Robotics 2007-07-27
- GigaPan: Gigapixel Panoramas! （页面存档备份，存于） 2007-09-26